# سيكوسيجيو
سيكوسيجيو هي قرية تقع في إقليم أراد في رومانيا. تبعد عن أراد 31 كم.

## السكان
حسب إحصائيات 2002 بلغ عدد سكان القرية 5,838 نسمة.